# M60 (géppuska)
Az M60 egy amerikai gyártású géppuska. Mint minden ország, akik a németekkel néztek szembe a  második világháborúban, nagy figyelmet fordítottak a hírhedt MG42-es tanulmányozására. Ez történt az Amerikai Egyesült Államokban is, ahol két fegyvert próbáltak egyesíteni: az MG42-est és a Fallschirmjägergewehr 42-est.

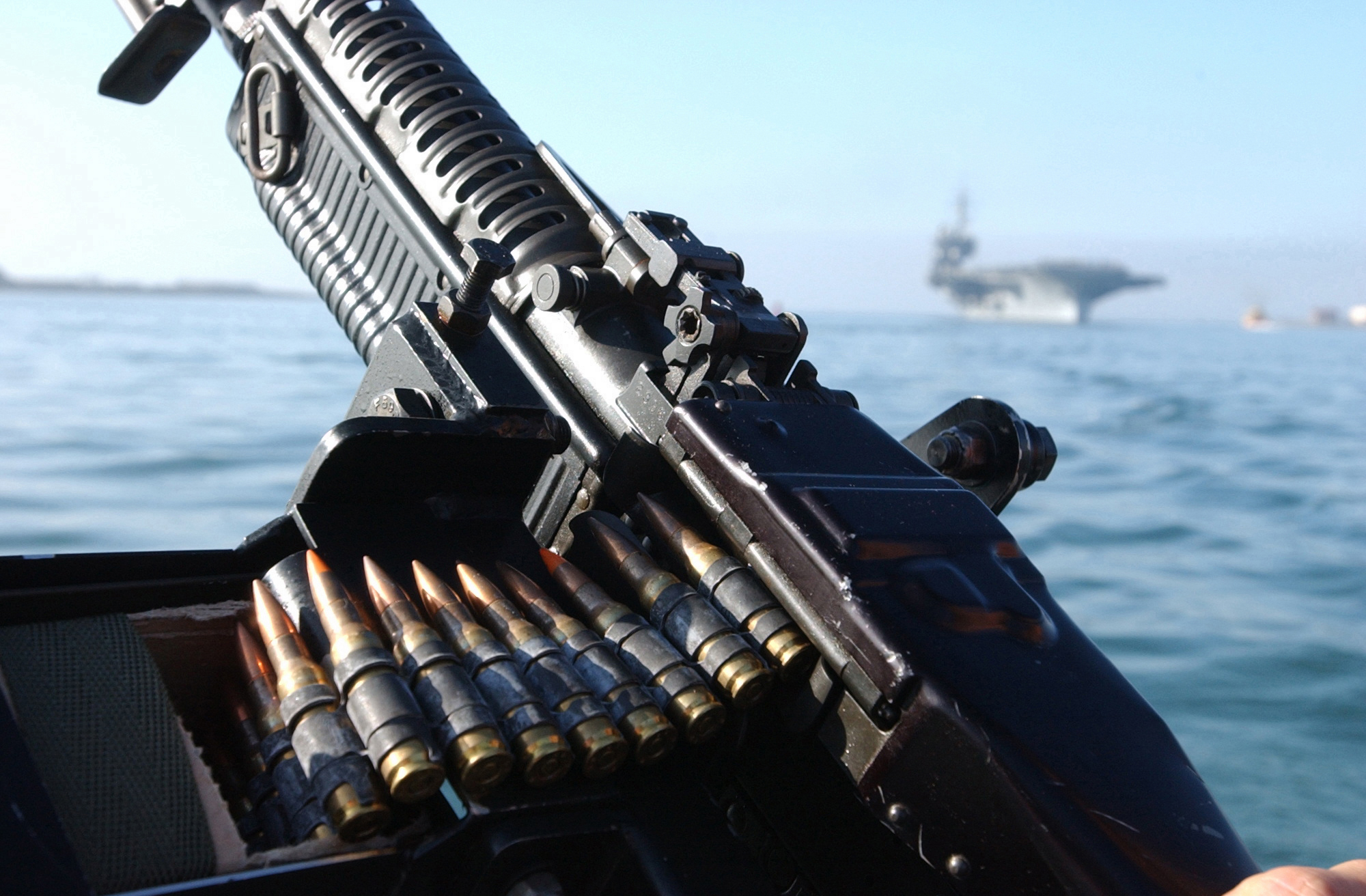
Az M60-as egy haditengerészeti hajón.

## Tudnivalók
A fegyver szerkezeti anyagai közt lemezből préselt alkatrészeket, gumit, kemény műanyagokat találni, így megjelenése elegánsnak nem éppen mondható. Az M60 alacsony tűzgyorsasága mellett a képzett géppuskás képes az elsütőbillentyű gyors meghúzásával egyes lövést is leadni. A cső nem kapott fogantyút, miközben akár 500°C-ra is felmelegedhet, ami megnehezítette a csőcserét. A csövek keménykrómozottak. Az első M60 szériák megbízhatatlanok és nehezen karbantarthatók voltak, de a vietnámi háború során (és után) több jelentős módosításon mentek keresztül, ami sokat javított rajtuk. Az ezek eredményeként létrejött fegyvert M60E1-nek nevezték. A típust harcjármű és helikopterfedélzeti fegyverként is alkalmazták. A vietnámi háború alatt a "Disznó" becenevet kapta nagy tömege miatt.

## Fordítás
- Ez a szócikk részben vagy egészben  a   M60 machine gun című angol Wikipédia-szócikk fordításán alapul.  Az eredeti cikk szerkesztőit annak laptörténete sorolja fel. Ez a jelzés csupán a megfogalmazás eredetét és a szerzői jogokat jelzi, nem szolgál a cikkben szereplő információk forrásmegjelöléseként.